# Feid
Feid, pseudonimo di Salomón Villada Hoyos (Medellín, 19 agosto 1992), è un cantautore colombiano.

## Biografia
Nasce a Medellín da Berta Lucía Hoyos, insegnante di scuola materna e psicologa, e Jorge Mario Villada, insegnante di arte e insegnante universitario. Sua sorella Manuela Villada Hoyos è attualmente una studentessa di grafica. Ha frequentato i corsi di estensione musicale offerti dall'Università di Antioquia nella città di Medellín. Nella sua infanzia, ha imparato a suonare il clarinetto, che ha poi abbandonato dopo aver deciso che voleva iniziare a cantare. Quando più tardi andò al college, prese lezioni di canto e cantò di fronte ai suoi amici. Era anche nel coro del college. 
Alla fine ha deciso di iniziare a concentrarsi sulla produzione di musica reggaeton. Anche se è un artista reggaeton, preferisce hip hop e contemporary R&B e segue artisti come Drake e Chris Brown.

## Carriera
Ha lavorato con diversi artisti famosi come J Balvin e Sebastián Yatra. Ha anche contribuito a scrivere la famosa Ginza. La sua canzone più popolare, Sigueme (con Sech), ha oltre 102 milioni di visualizzazioni su YouTube.
La canzone Dorado, in cui ha collaborato col cantante italiano  Mahmood ed il rapper italiano Sfera Ebbasta, è uscita il 10 luglio 2020.

## Discografia

### Album in studio
- 2017 – Así como suena
- 2019 – 19
- 2020 – Ferxxo (Vol 1: M.O.R)
- 2021 – Inter Shibuya - La mafia
- 2022 – Feliz cumpleaños Ferxxo te pirateamos el álbum
- 2023 – Mor, no le temas a la oscuridad

### Mixtape
- 2020 – Bahía Ducati

### EP
- 2015 – Así como suena
- 2022 – Sixdo
- 2023 – Ferxxocalipsis

### Singoli
- 2016 – Qué raro (con J Balvin)
- 2017 – 911 (feat. Nacho)
- 2019 – Porfa (con Justin Quiles)
- 2020 – Dorado (feat. Mahmood e Sfera Ebbasta)
- 2020 – Juegas (feat. Carmen DeLeon)
- 2021 – Monastery (con Ryan Castro)
- 2021 – Bebé que bien te ves (con J Balvin)
- 2021 – Triste (con Sfera Ebbasta)
- 2021 – Friki (con Karol G)
- 2022 – Pantysito (con Alejo e ROBI)
- 2022 – Mojando asientos (con Maluma)
- 2022 – Castigo
- 2022 – La inocente (con Mora)
- 2022 – Normal
- 2022 – Barranquilla bajo cero (feat. Beéle e Myke Towers)
- 2022 – Ferxxo 100
- 2022 – Ultra solo remix (con Polimá Westcoast, Pailita, Paloma Mami e De La Ghetto)
- 2022 – Feliz cumpleaños Ferxxo
- 2022 – Hey Mor (con Ozuna)
- 2022 – En la de ella (con Jhay Cortez)
- 2022 – Salir con vida (con i Morat)
- 2022 – A veces (con Paulo Londra)
- 2022 – Yandel 150 (con Yandel)
- 2023 – Remix exclusivo
- 2023 – Classy 101 (con Young Miko)
- 2023 – Niña bonita (con Sean Paul)
- 2023 – Mxfix G5
- 2023 – El cielo (con Sky Rompiendo e Myke Towers)